# Demócratas Conservadores de Eslovaquia
Demócratas Conservadores de Eslovaquia (en eslovaco: Konzervatívni demokrati Slovenska, KDS) fue un partido político eslovaco fundado por cuatro diputados (František Mikloško, Vladimír Palko, Rudolf Bauer y Pavol Minárik) que pertenecían al Movimiento Demócrata Cristiano (KDH), pero lo abandonaron el 21 de febrero de 2008 por desacuerdos con el líder del partido. El partido fue fundado en julio de 2008. Se disolvió en 2014.
KDS anunció que František Mikloško participaría como candidato a presidente en las elecciones presidenciales de 2009. Mikloško recibió el 5,41% de los votos.